# Dimos Volos
Dimos Volos (Volos) är en kommun i Grekland.   Den ligger i prefekturen Nomós Magnisías och regionen Thessalien, i den centrala delen av landet, 170 km norr om huvudstaden Aten. Antalet invånare är 142 923.